# MRPS24
MRPS24‏ (Mitochondrial ribosomal protein S24) هوَ بروتين يُشَفر بواسطة جين MRPS24 في الإنسان.